# 深谷パーキングエリア
深谷パーキングエリア（ふかたにパーキングエリア）は、山口県岩国市錦町宇佐郷の中国自動車道上にあるパーキングエリアである。

## 道路
- E2A 中国自動車道

## 施設

### 上り線（浜田・大阪方面）
- 駐車場
  - 大型8台
  - 小型6台
  - トレーラー2台
- トイレ
  - 男性　大2（和式1・洋式1）・小5
  - 女性　5（和式4・洋式1）
  - 車椅子用　1
- 自動販売機（災害対応型自動販売機）
- バス停留所

### 下り線（山口・下関方面）
- 駐車場
  - 大型11台
  - 小型4台
  - トレーラー2台
- トイレ
  - 男性　大2（和式1・洋式1）・小5
  - 女性　5（和式4・洋式1）
  - 車椅子用　1
- 自動販売機（災害対応型自動販売機）
- バス停留所

## バス停留所

### 停車する路線
| のりば | 愛称               | 運行会社 | 行先                                        | 備考             |
| ------ | ------------------ | -------- | ------------------------------------------- | ---------------- |
| 上り線 | 清流ライン高津川号 | 石見交通 | （広島高速4号線経由）広島BC・広島駅新幹線口 | 当PAで10分間休憩 |
| 下り線 | 清流ライン高津川号 | 石見交通 | 六日市・日原道の駅・益田駅・石見交通本社前  | 当PAで10分間休憩 |

- 2008年3月16日より清流ライン高津川号は当PAで10分間休憩するようになった（それまでの吉和SAから変更）。

### バス停へのアクセス
- 岩国市営錦バス 深谷パーキング前バス停

## 隣
E2A 中国自動車道
(SA)吉和SA/BS - 深谷PA/BS - (29)六日市IC/BS